# 名鉄清洲線
清洲線（きよすせん）は、愛知県西春日井郡清洲町（現在の清須市）にあった丸ノ内駅から清洲町駅までを結んでいた名古屋鉄道（名鉄）の鉄道路線である。
開業当初は、現在名古屋本線の一部となっている須ヶ口駅 - 丸ノ内駅間を含む、須ヶ口駅 - 清洲町駅間が清洲線とされていた。

## 路線データ
路線廃止時点のもの。
- 路線距離（営業キロ）：全長1.0km
- 軌間：1067mm
- 駅数：3駅（起終点駅含む）
- 複線区間：なし（全線単線）
- 電化区間：全線（直流600V）[1]

## 歴史
1886年（明治19年）4月、清洲の町に東海道線の清洲駅が開設された。しかし、1906年（明治39年）4月にこの清洲駅は西枇杷島に移転し枇杷島駅となってしまった。
名古屋電気鉄道津島線の敷設が決定すると、清洲町では津島線より分岐して町まで伸びる路線の建設を要望した。名古屋電気鉄道（名古屋鉄道の前身）は1912年（明治45年）1月に軌道条例による路線敷設の特許を取得、その後軽便鉄道法による免許を取得したが、津島線の建設に全力を挙げたため清洲線の免許は失効した。だが、すでに用地は買収し終わっていたため免許を再出願し1914年（大正3年）3月に取得、6か月後の9月22日に津島線からの分岐駅である須ヶ口駅から清洲駅までの「清洲線」が開業した。
清洲線は五条川や美濃路の東側を通るルートで建設された。終点の清洲駅（後の清洲町駅）は、五条川を渡って町に乗り入れると橋の建設費がかかるため、町に近接した五条橋の東南に開設された。中間駅には、丸ノ内駅と試験場前駅があった。
1928年（昭和3年）4月に、清洲線の一部区間である須ヶ口 - 丸ノ内間が複線化された上で、新一宮 - 須ヶ口間を結ぶ「名岐線」に編入された。残った丸ノ内 - 清洲町間は太平洋戦争中の1944年（昭和19年）6月10日に不要不急線として休止・撤去され、戦後復活することなく1948年（昭和23年）8月3日に正式に廃止された。

### 年表
- 1912年（明治45年）1月26日：名古屋電気鉄道が清洲線の敷設特許を取得。
- 1913年（大正2年）4月14日：軽便鉄道法による鉄道敷設免許に変更。ただし、この免許は同年10月に失効した[3]。
- 1914年（大正3年）3月27日：鉄道敷設免許を再取得[4]。
- 1914年（大正3年）9月22日：名古屋電気鉄道の清洲線として、須ヶ口 - 清洲間が単線で開業。丸ノ内駅・試験場前・清洲駅を新設[2]。
- 1921年（大正10年）7月1日：名古屋電気鉄道が名古屋鉄道へ路線を譲渡。
- 1928年（昭和3年）4月10日：丸ノ内 - 西清洲間開業に伴い、須ヶ口 - 丸ノ内間は名岐線に編入。
- 1930年（昭和5年）9月5日：名古屋鉄道が名岐鉄道に社名変更。
- 1934年（昭和9年）2月24日：清洲駅を清洲町駅に改称（国鉄清洲駅の開業による）。
- 1935年（昭和10年）8月1日：名岐鉄道が名古屋鉄道に社名変更。
- 1944年（昭和19年）6月10日：不要不急線として丸ノ内 - 清洲町間休止。
- 1948年（昭和23年）8月3日：丸ノ内 - 清洲町間廃止。

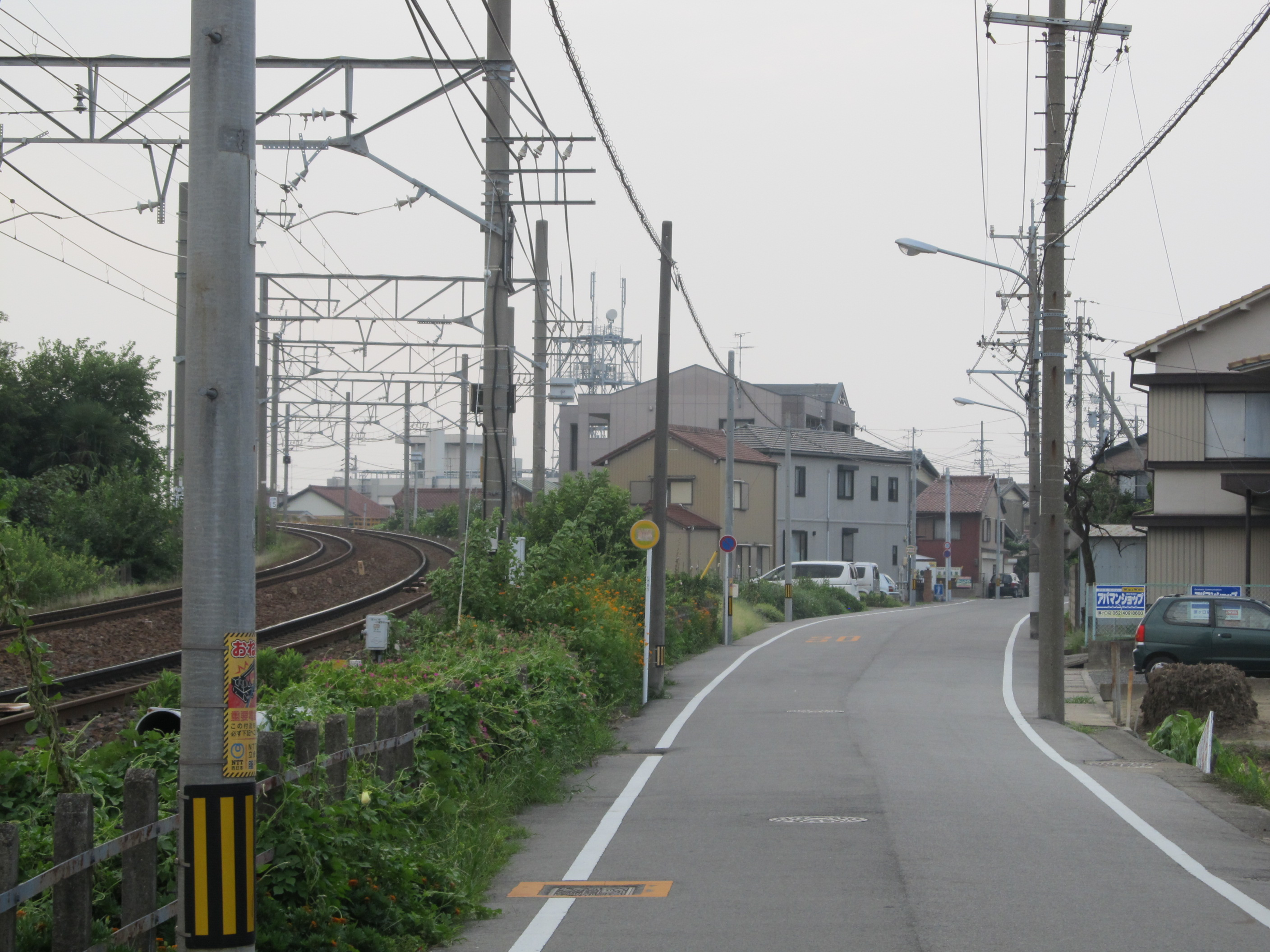
道路に転用された清洲線廃線跡（左は名古屋本線）

## 駅一覧
- 廃止時点（今尾 (2008)に基づく）
- 全駅愛知県西春日井郡清洲町に所在（廃止当時）。

| 駅名       | 駅間 キロ | 営業 キロ | 接続路線               |
| ---------- | --------- | --------- | ---------------------- |
| 丸ノ内駅   | -         | 0.0       | 名古屋鉄道：名古屋本線 |
| 試験場前駅 | 0.5       | 0.5       |                        |
| 清洲町駅   | 0.5       | 1.0       |                        |